# Neue Mühle (Brandenburg an der Havel)

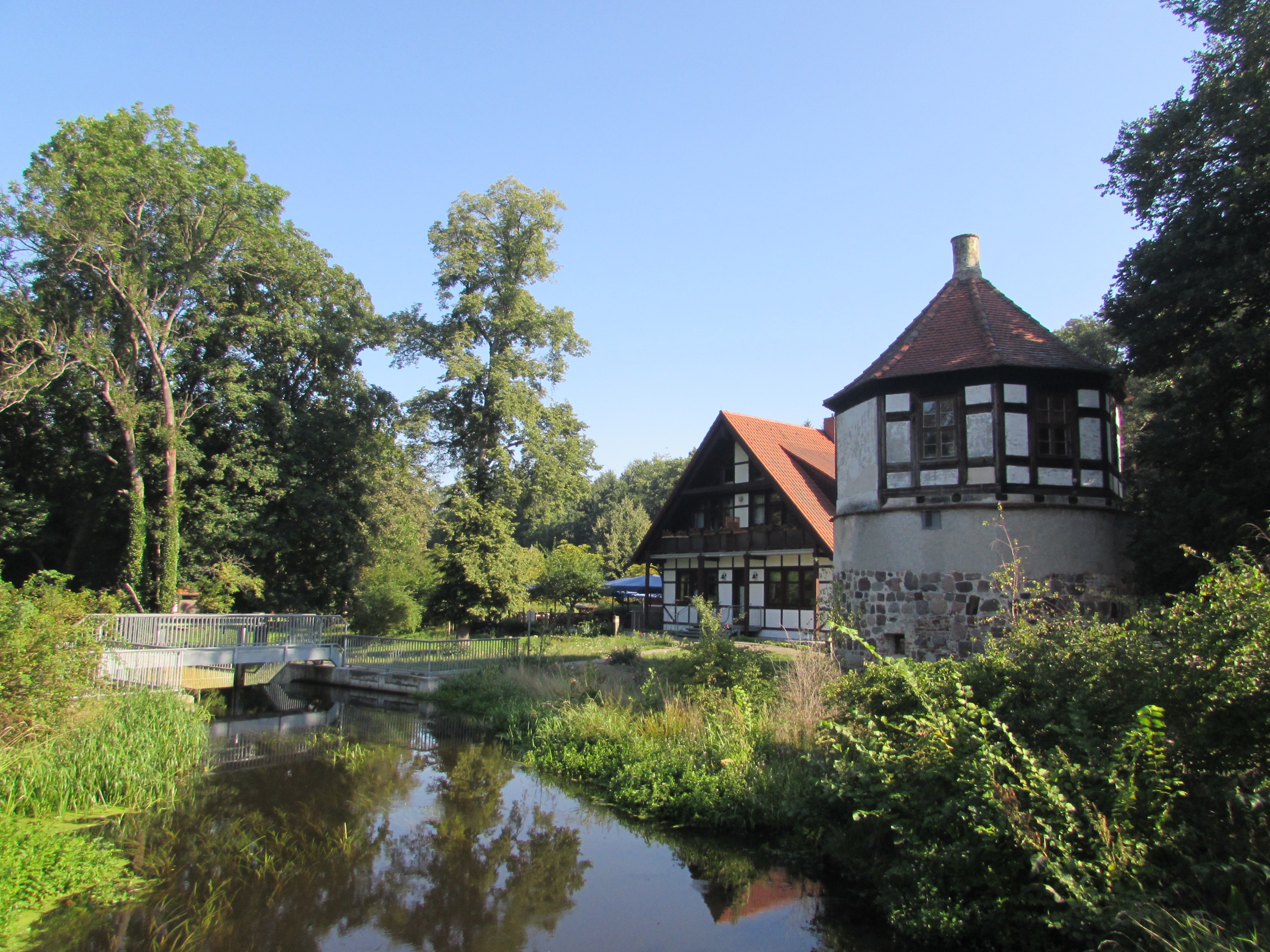
Der Wohnplatz Neue Mühle: links die Buckau mit altem Mühlenstau, rechts der Wehrturm der Landwehr, dahinter die Ausflugsgaststätte Neue Mühle

Neue Mühle ist ein Wohnplatz der Stadt Brandenburg an der Havel. Er gruppiert sich um einen Mühlenstau einer historischen Mühle im Verlauf des Flusses Buckau.

## Geschichte
1358 wurde die Neue Mühle zwischen den Dörfern Groben, dem späteren Görisgräben, und Wendgräben urkundlich erwähnt. Beide Dörfer und die Mühle gehörten zur mittelalterlichen Neustadt Brandenburg. Historiker vermuten, dass in der Nähe entweder eine zweite Mühle stand oder dass eine vorbestehenden Mühle umgesetzt wurde. Im Jahr 1438 begannen die Neustädter mit dem Aufbau eines Wartturms, der Teil der Landwehr im Neustädter Forst wurde. Ebenfalls Teil der Landwehr waren noch weitgehend erhaltene Wallanlagen nahe dem Wohnplatz. Im Jahr 1470 wurde die Neue Mühle zur Feldmark Görisgräbens gehörend beschrieben.
In den folgenden Jahrhunderten bis zum Ende des 19. Jahrhunderts wurde die Mühle weiter betrieben. Zum Beginn des 20. Jahrhunderts war sie in einem so schlechten baulichen Zustand, dass sie abgerissen und an ihrer Stelle ein Ausflugslokal eröffnet wurde. 1990, nach dem Ende der DDR, fand sich für die Gaststätte kein neuer Betreiber und das Bauwerk verfiel. Der Filmproduzent Horst Wendlandt erwarb die Gaststätte Neue Mühle daraufhin 1996. Er ließ das vorbestehende Gebäude zurückbauen und an der gleichen Stelle einen angepassten Neubau im Fachwerkstil errichten. Der Turm wurde saniert und die Gaststätte verpachtet.

## Infrastruktur
Zum Wohnplatz Neue Mühle gehören einige Wohnhäuser, die Ausflugsgaststätte, der historische Wartturm, die Staustufe der Buckau und mehrere aufgestaute Fischteiche, welche als Angelgewässer genutzt werden. Neue Mühle liegt etwa ein Kilometer westlich der Landesstraße 93. Zwei Regionalbuslinien bedienen die Haltestelle Abzweig nach Neue Mühle.